# Mecistotrachelos apeoros
Mecistotrachelos apeoros Fraser et al., 2007 è un rettile estinto, appartenente ai protorosauri. Visse nel Triassico superiore (Carnico, circa 222 milioni di anni fa) e i suoi resti fossili sono stati ritrovati in America Settentrionale.

## Descrizione
Questo animale aveva dimensioni relativamente piccole, e non doveva superare i 30 centimetri di lunghezza. La caratteristica principale di Mecistotrachelos era data dalle allungatissime costole dorsali, che dovevano sostenere una membrana di pelle simile a quella dell'attuale drago volante (gen. Draco) o degli estinti kuehneosauridi. Le costole potevano essere allargate e permettevano a questo animale di planare. Il collo di questo animale era notevolmente allungato e costituito da grosse vertebre cervicali; due o tre delle costole allungate, inoltre, erano molto spesse; solitamente, per paracadutarsi occorrono ossa leggere, ma queste costole spesse probabilmente sostenevano potenti muscoli che potevano aiutare l'animale a planare.

## Paleoecologia
La struttura delle zampe posteriori indica che Mecistotrachelos era un animale arboricolo, che probabilmente si nutriva di insetti. Le ampie strutture simili ad ali permettevano a Mecistotrachelos di lanciarsi da un albero all'altro. Al contrario di molti altri rettili planatori, Mecistotrachelos era dotato di un collo molto lungo.

## Tassonomia
Questo animale è noto per due fossili, rinvenuti in una cava nei pressi del confine tra Virginia e Carolina del Nord. Il primo fossile venne ritrovato nel 1994, il secondo otto anni dopo da Nick Fraser, un paleontologo del Museo di Storia Naturale della Virginia. Le parentele di Mecistotrachelos non sono chiare, ma a causa della morfologia del collo si suppone che questo animale fosse un rappresentante dei protorosauri, un gruppo di rettili arcosauromorfi tipici del Triassico.